# سیلو

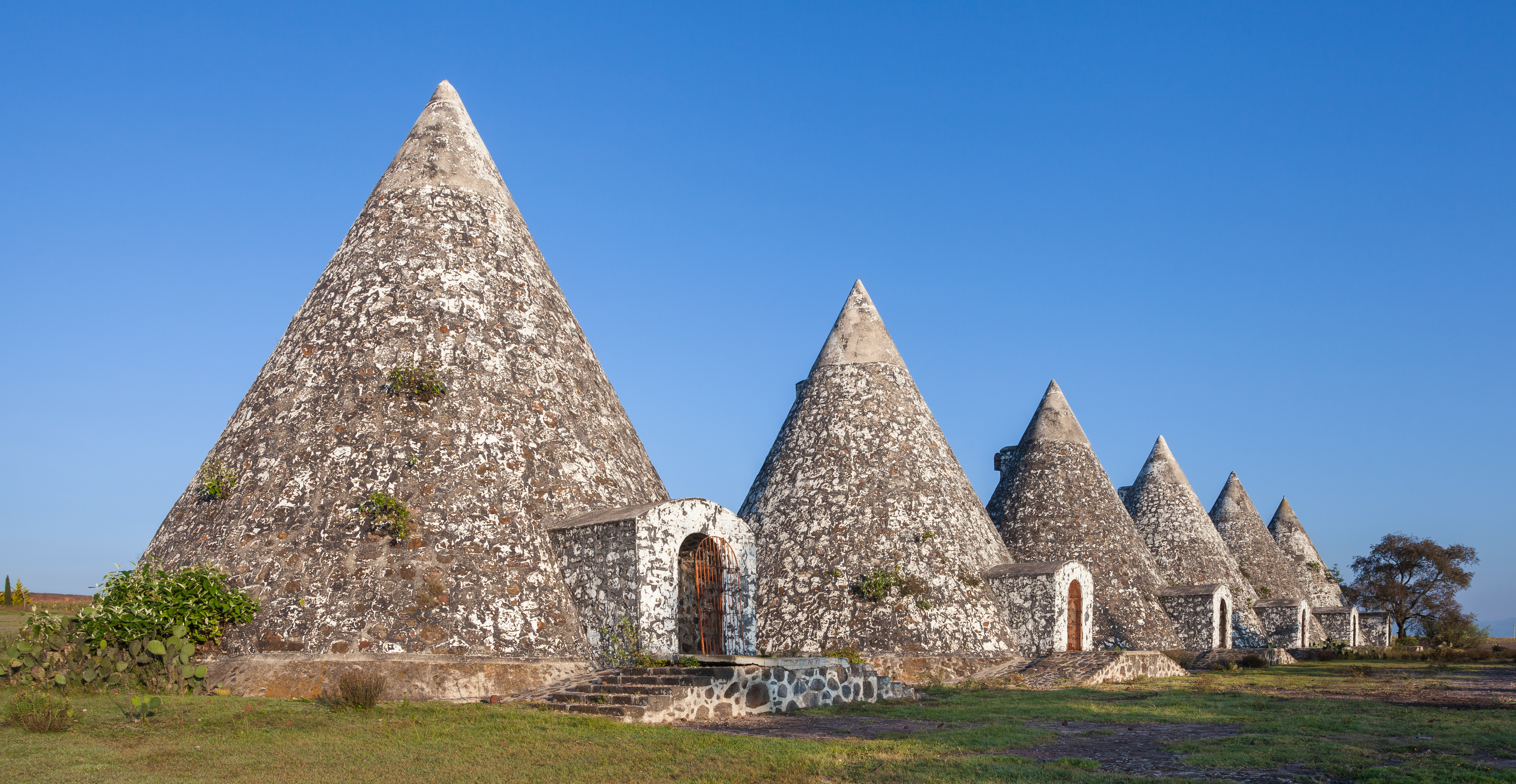
نگاره‌ای از سیلوهای سُنتی غلات در شهر اکاتلان، مکزیک.

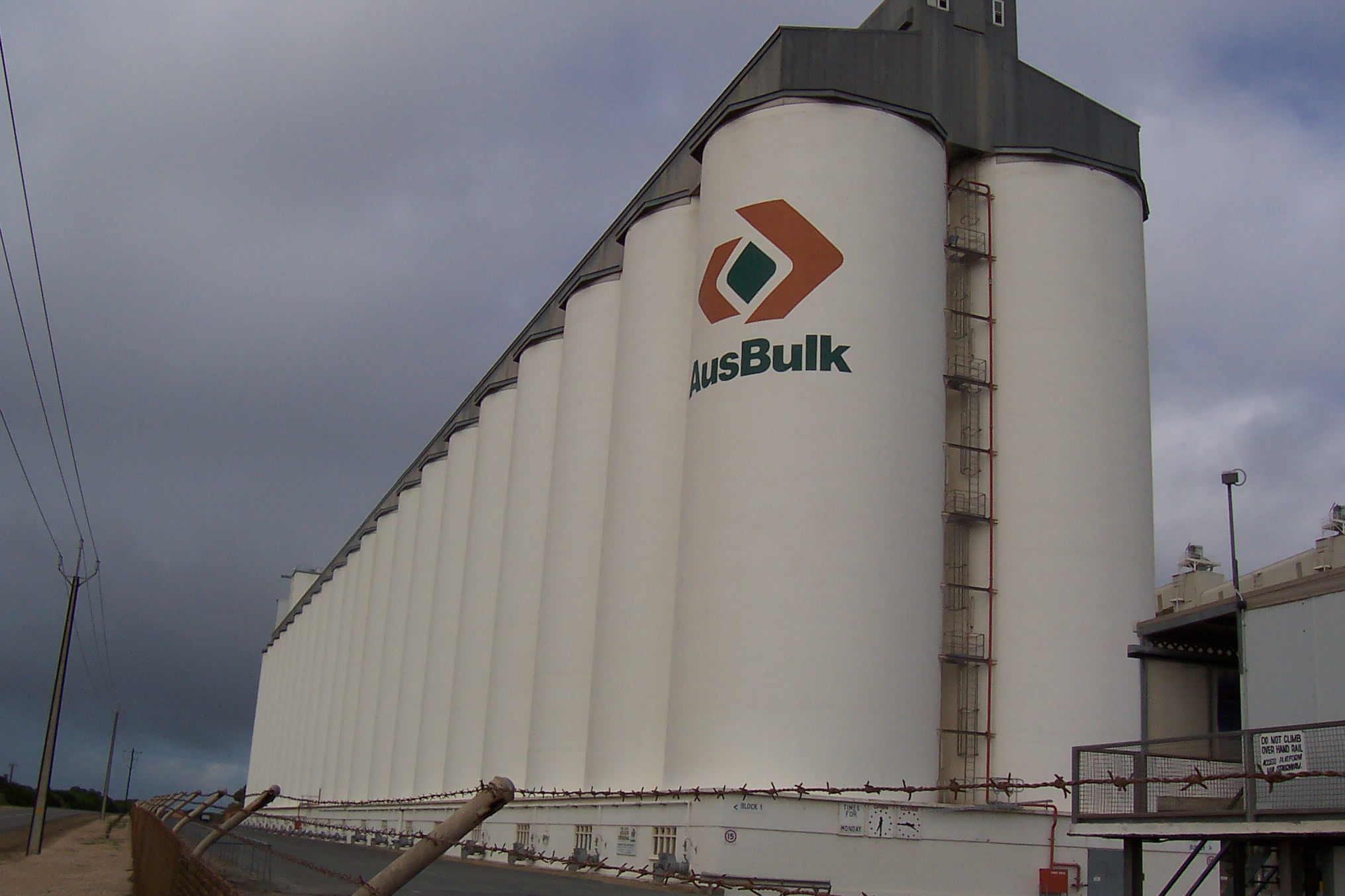
سیلوی غله در استرالیا

سیلو انباری جهت نگهداری از مواد خوراکی مورد استفاده در تغذیه انسان و دام است. سیلو در دامپروری معمولاً به جایی گفته می‌شود که علوفه با رطوبت بالا را در آن نگهداری می‌کنند به‌طوری‌ که می‌توان تا سال‌ها از آن علوفه استفاده نمود بدون این که ارزش غذایی علوفه تغییر زیادی بکند. به‌طور کلی سیلوها به سه نوع سیلوهای سنگری (زیرزمینی)، سیلوهای برجی (روزمینی) و سیلوهای کیسه ای تقسیم می‌شوند.
سیلوها ممکن است محل نگهداری مواد غیرخوراکی مانند سیمان و مواد اولیهٔ صنعتی باشد. برخی بر این باورند که سازندهٔ سیلو فردی آمریکایی به‌نام فرد هاتچ می‌باشد. طبق برخی کتب مذهبی یوسف پیامبر از اولین طراحان سیلو می‌باشد که مردم مصر را از قحطی نجات داده‌ است.

## تجهیزات برق سیلو
در ماشین‌آلات سیلوها از انرژی الکتریکی استفاده می‌شود. سیستم‌های عمدهٔ برقی سیلوها عبارتند از:
- تأمین و تغذیهٔ برق سیلو
- توزیع برق و برق‌رسانی
- برق اضطراری
- اتاق فرمان
- کنترل ماشین‌آلات
- اتصال زمین
- روشنایی
- پریزهای مصارف مختلف
- حفاظت در برابر آذرخش (برقگیر حفاظتی)
- پخش صدا و اینترکام
- تلفن داخلی
- شبکه ارتباط رایانه‌ای

عمدهٔ بار الکتریکی سیلوها شامل الکتروموتورها و تجهیزات روشنایی است و مصرف‌کننده‌های عمدهٔ آن نقاله‌ها، شیرهای دوراهه، دریچه‌های برقی، بازوها، پنکه‌ها و هواکش‌های فیلترها، شن‌گیرها، تمیزکننده‌ها (الک‌ها)، جداسازها (الک مسیر ثانویه)، آهن‌ربای الکتریکی، بالابرها، آسانسور حمل نفرات، کمپرسور تأمین هوای فشرده، روشنایی طبقات برج کار و پریزهای آن، پریزها و هواکش‌های زیرکندوها، هشت‌پر سیکلونها و فیلترها و فن‌هایشان است. همچنین در هنگام طراحی باید مصارف دیگری چون بار الکتریکی انبارها و کارگاه، روشنایی محوطه، جک و بیل تخلیه، دمنده‌ها، پمپ‌های آب و آتش‌نشانی و ساختمان‌های جنبی (اداری، مسکونی، آزمایشگاه، نمونه‌برداری و…) و پیش‌بینی توسعهٔ آینده را نیز در نظر گرفت.
به علت وجود غبارهای سوزا در سیلوها، در استانداردهای جهانی آن‌ها را جزو محیط‌های خطرناک طبقه‌بندی می‌کنند. این غبارها ممکن است به صورت توده، ابر معلق در هوا یا لایه‌هایی روی تجهیزات برقی باشند و امکان آتش‌سوزی و انفجار بر اثر جرقه یا حرارت در کنار آن‌ها وجود دارد. برای مقابله با این خطر از لوازم برقی خاص همراه با شیوه‌های طراحی و اجرای ویژه که در استانداردهای طبقه‌بندی بیان شده‌اند استفاده می‌شود. بر این اساس مناطق خطرزای سیلو به مناطق سه‌گانهٔ ۲۰، ۲۱ و ۲۲ تقسیم‌بندی می‌شود که منطقهٔ ۲۲ کمترین میزان خطر را دارد و در آن می‌توان از تجهیزات با درجه حفاظت IP5X استفاده کرد، اما در مناطق ۲۱ و ۲۰ حداقل درجه حفاظتی می‌باید IP6X باشد. در کابل‌کشی و لوله‌کشی مناطق خطرزا نیز رعایت معیارهای خاصی لازم است.

## نسل جدید سیلوها
سیلوهای نسل جدید توسط رل فرمینگ‌های مخصوصی ساخته می‌شوند. مدت زمان مورد نیاز در این روش بسیار کم و هزینه ساخت را به میزان حداقل ۴۰ درصد کاهش می‌دهد زیرا هم به کارگر کمتری نیاز هست و هم مدت زمان ساخت به میزان حداقل یک سوم کاهش می‌یابد. همچنین آزمایش‌های پیچیده و گران‌قیمتی که در روش سنتی باید انجام شود حذف می‌گردد چون تمامی مجوزها و مدارک امنیتی و کیفیتی را دارا می‌باشد.

## نحوه ساخت سیلو با روش جدید رل فرمینگ
در این روش بسته به نوع دستگاه ورق‌هایی با ضخامت مختلف (بسته به تعداد ایستگاه‌های دستگاه) وارد دستگاه رل فرمینگ سیلو سازی می‌شوند، سپس این دستگاه ورق‌ها را شکل داده و بیرون می‌دهد، در مرحله بعد ورقهای خروجی توسط دستگاه سیمر seamer به هم دوخته می‌شوند. در نتیجه سازه خیلی محکم به صورت یکپارچه ساخته می‌شود. مزیت این نوع سیلو این است که هم به جوشکاری نیاز ندارد و هم ورق‌ها هنگام نصب پاره نمی‌شوند. همچنین هزینه و زمان ساخت را بسیار بسیار پایین می‌آورند. این نوع سیلوها برای نگهداری هر نوع محصولی مناسب هستند البته بدون اعمال فشار.
مناسب برای نگهداری غلات - قیر - روغن - مایعات - آرد - سیمان و … می‌باشند.